# Helmand (provincie)

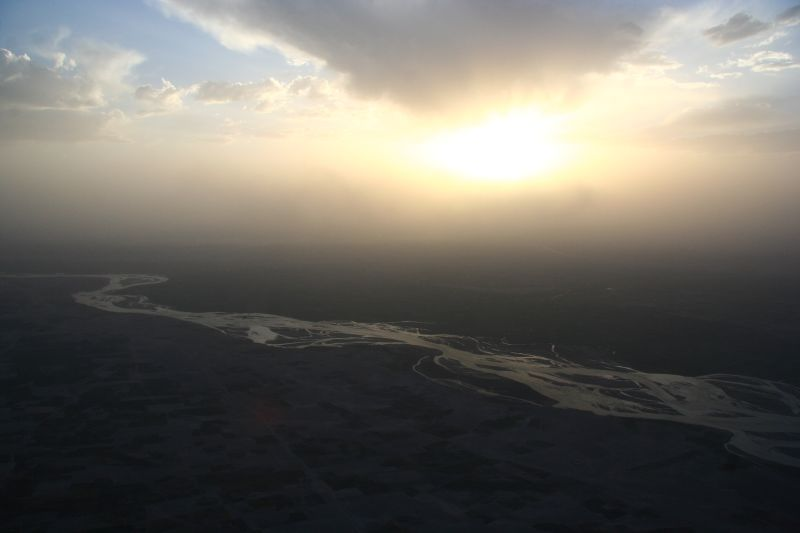
De Sanginvallei in Helmand

Helmand (Dari: هلمند helmand) is een van de 34 provincies in Afghanistan en beslaat een gebied in het zuidwesten van het land. De hoofdstad is Lashkar Gah. De rivier de Helmand stroomt door deze verder vooral uit woestijn bestaande provincie en voert water aan dat gebruikt wordt voor irrigatie.
Helmand had in 2005 een bevolking van ongeveer 782.100 zielen en een oppervlakte van ruim 58.500 km². De gouverneur is sinds april 2016 Hayatullah Hayat.

## Bestuurlijke indeling
De provincie Helmand is onderverdeeld in 13 districten:
- Baghran, met 196 plaatsen
- Dishu, met 10 plaatsen
- Garmsir, met 111 plaatsen
- Gerishk (Nahri Saraj), met 153 plaatsen
- Kajaki, met 163 plaatsen
- Khanashin (Reg?), met 37 plaatsen
- Lashkargah, met 32 plaatsen
- Musa Qala, met 121 plaatsen
- Nad Ali, met 24 plaatsen
- Nawa-I-Barakzayi, met 34 plaatsen
- Nawzad, met 106 plaatsen
- Sangin, met 79 plaatsen
- Washir, met 149 plaatsen

Het totaal aantal plaatsen in Helmand is 1136.
Badakhshān · Bādghīs · Baghlān · Balkh · Bāmyān · Dāykundī · Farāh · Fāryāb · Ghaznī · Ghōr · Helmand · Herāt · Jowzjān · Kābul · Kandahār · Kāpīsā · Khōst · Kunar · Kunduz · Laghmān · Lōgar · Nangarhār · Nīmrōz · Nūristān · Paktiyā · Paktīkā · Panjshayr · Parwān · Samangān · Sar-e Pul · Takhār · Uruzgān · Wardak · Zābul